# Master of ceremonies
Master of ceremonies nebo zkráceně MC je v hip hopu, rapu, reggae či v příbuzných žánrech raper, který baví publikum svou improvizací; často na téma navrhovaná publikem. MC musí být schopen ihned skládat rýmy. V rapovém slangu se to nazývá freestyle. Jak řekl Kool G Rap: „master of ceremonies, ze kterého pochází zkratka MC, znamená udržovat párty naživu.“
První MC se objevili začátkem 70. let v USA při vzniku rapu.